# Sint-Dominicuskerk (Alkmaar)
De Sint-Dominicus was een rooms-katholieke kerk aan de Laat 9 in Alkmaar.

## Geschiedenis
Sinds 1630 was er al een schuilkerk gewijd aan Dominicus in Alkmaar. Deze statie werd bediend door de paters dominicanen. Rond 1860 werd besloten tot de bouw van een nieuw kerkgebouw. De architect was Pierre Cuypers (1827–1921). Opzichter tijdens de bouw was Evert Margry (1841–1891) een vroegere leerling van Cuypers. Het was een hoge driebeukige kruisbasiliek geïnspireerd op de vroege Franse Gotiek (bouwkunst). Vanwege de ligging en de beperkte ruimte was de kerk niet georiënteerd en was zij inwendig voorzien van galerijen. In plaats van een fronttoren had zij een forse vierkante vieringtoren. Het kerkgebouw was een rijksmonument maar werd later als zodanig afgevoerd, waarna in 1985 de sloop volgde. Van de kerk resteert alleen de traptoren die zich aan de voorzijde van de westelijke zijbeuk bevond. Deze werd geïntegreerd in het winkelcentrum Domus. Anno 2016 is het winkelcentrum verbouwd tot één winkelpand voor de Primark.
Het Maarschalkerweerd-orgel uit 1897 gebouwd door Michaël Maarschalkerweerd kreeg in 1984 na de sloop van de kerk een nieuwe bestemming in de Sint-Willibrorduskerk in Bodegraven.
De Laurentius en Dominicus klokken kregen een nieuwe bestemming bij kerkelijk centrum De Blije Mare te Alkmaar. Ook twee gebrandschilderde ramen zijn hier terecht gekomen. 

## Trivia
De nummering op de Laat is in de loop der jaren veranderd, zo was vroeger de Sint-Dominicus op nummer 9, dat is 128 geworden waar de overgebleven toren nog staat.

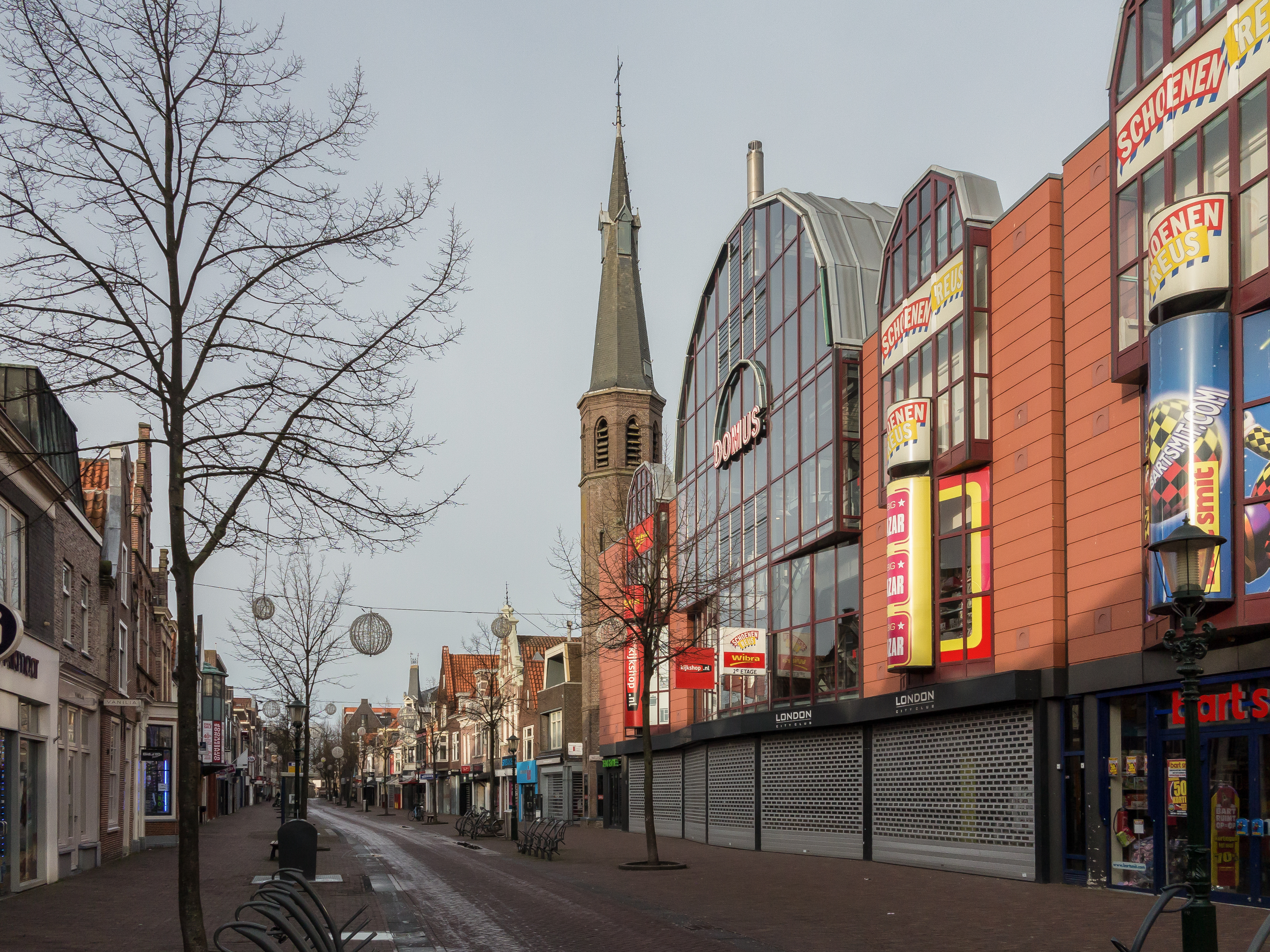
Straatzicht De Laat met de voormalige Dominicuskerk